# NGC 94
NGC 94 (PGC 1423) es una galaxia lenticular localizada en la constelación de Andrómeda. Fue descubierta por Guillaume Bigourdan en 1884. Este objeto es extremadamente débil y pequeño. Un poco por encima de la galaxia está NGC 96. NGC 94 está a unos 260 millones de años luz de distancia y 50,000 años luz de diámetro.